# Another Scoop
Albums de Pete Townshend
Deep End Live!
(1986) The Iron Man: The Musical by Pete Townshend
(1989)
Another Scoop est la 3e compilation de démos de Pete Townshend sorti en 1987. Suite de Scoop, sorti quatre ans plus tôt, cette compilation réunit des démos de chansons des Who, dont certaines inédites.

## L'histoire
Comme Scoop, sorti en 1983, Another Scoop propose une multitude de démos, de sorties et de chansons inédites, dont plusieurs des Who. Il a été suivi par Scoop 3 en 2001, la troisième et dernière collection de Scoop. Les trois albums étaient des ensembles de deux disques et, en 2002, une compilation épurée de tous les albums a été publiée sous le nom de Scooped. Les versions remasterisées des albums originaux ont été publiées en 2006 et à nouveau en 2017.
Pete a ajouté des notes au communiqué: C’est le deuxième d’une série d’albums réunissant des démos, des enregistrements personnels et des curiosités inédites produites au cours de ma carrière avec The Who.
Je tiens à remercier mon amie Spike pour son énergie inépuisable au cours de centaines d'heures de musique pour constituer une autre sélection intéressante (elle n'est même pas une fan du groupe), Ainsi qu'à tous les fans des Who qui ont patiemment attendu pendant que je cherchais le courage de le sortir. Je tiens également à remercier mes amis d’Atlantic Records d’avoir créé l’espace pour que je puisse publier ce disque pour les collectionneurs pendant que je passe mon temps à écrire une chanson pour mon prochain album solo "sérieux".
PETE TOWNSHEND
Juillet 1986
L'album est dédié à la mémoire de Cliff Townshend.

## Titres

### Face 1
| No | Titre              | Durée |
| -- | ------------------ | ----- |
| 1. | You Better You Bet | 5:16  |
| 2. | Girl in a Suitcase | 3:22  |
| 3. | Brooklyn Kids      | 4:45  |
| 4. | Pinball Wizard     | 2:45  |
| 5. | Football Fugue     | 3:25  |
| 6. | Happy Jack         | 2:04  |

### Face 2
| No | Titre             | Durée |
| -- | ----------------- | ----- |
| 1. | Substitute        | 3:32  |
| 2. | Long Live Rock    | 3:45  |
| 3. | Call Me Lightning | 2:12  |
| 4. | Holly Like Ivy    | 2:51  |
| 5. | Begin the Beguine | 4:08  |
| 6. | Vicious Interlude | 0:30  |
| 7. | La-La-La Lies     | 2:20  |

### Face 3
| No | Titre                 | Durée |
| -- | --------------------- | ----- |
| 1. | Cat Snatch            | 3:18  |
| 2. | Prelude #556          | 1:16  |
| 3. | Baroque Ippanese      | 2:24  |
| 4. | Praying the Game      | 4:20  |
| 5. | Driftin' Blues        | 3:12  |
| 6. | Christmas             | 1:55  |
| 7. | Pictures of Lily      | 2:50  |
| 8. | Don't Let Go the Coat | 2:56  |

### Face 4
| No | Titre                         | Durée |
| -- | ----------------------------- | ----- |
| 1. | The Kids Are Alright          | 2:54  |
| 2. | Prelude, 'The Right to Write' | 1:32  |
| 3. | Never Ask Me                  | 4:20  |
| 4. | Ask Yourself                  | 4:30  |
| 5. | The Ferryman                  | 5:40  |
| 6. | The Shout                     | 3:45  |